# 歐洲聯盟公務員法庭
歐洲聯盟的公務員法庭（英語：Civil Service Tribunal）為歐洲聯盟法院中的專門法庭之一，創設於2005年12月2日。歐洲聯盟公務員法庭已於2016年9月1日解散。

## 法源、組織、審級制度
根據尼斯條約的規定，就某些特定的領域，歐盟可以設置專門的司法單位來處置。而這個規定後來亦透過里斯本條約修正歐洲聯盟運作條約第257條（專門法院）使其制度化：
歐洲議會與歐洲理事會，透過通常立法程序，可以就特定領域設置附屬於普通法院的專門法院來審理該領域內的爭訟並作成第一審判決。歐洲議會和理事會，必須先由歐盟委員會在諮詢歐洲法院後提出建議，或由歐洲法院在諮詢歐盟委員會後提出要求，方得為上開決議。...
歐洲聯盟理事會於2004年11月2日通過了設立歐盟公務員法庭的決議。。這個新的專門法院將由7名法官組成，他們將負責就歐洲聯盟與歐盟公務員間的紛爭加以裁判，這部分的爭訟在2005年以前是由普通法院加以審理。而歐盟公務員法庭的判決可以法律適用問題上訴至普通法院；針對普通法院的二審判決，在「歐盟法院組織議定書」（Protocol on the Statute of the Court of Justice of the European Union）特例允許的範圍內，還可以再上訴到歐洲法院進行三審。

### 歐盟公務員法庭之院長
| 任期      | 院長名字             |
| --------- | -------------------- |
| 2011–至今 | Sean Van Raepenbusch |
| 2005–2011 | Paul J. Mahoney      |

## 2016年之后的公务员法庭法官
| 法官任期  | 成员国   | 公务员法庭成员       |
| --------- | -------- | -------------------- |
| 2011-2016 | 比利时   | Sean Van Raepenbusch |
| 2011-2016 | 義大利   | Ezio Perillo         |
| 2011-2016 | 荷蘭     | René Barents         |
| 2011-2016 | 愛爾蘭   | Kieran Bradley       |
| 2013-2016 | 丹麦     | Jesper Svenningsen   |
| 2016-2016 | 葡萄牙   | João Sant'Anna       |
| 2016-2016 | 保加利亚 | Alexander Kornezov   |

Source:

## 外部連結
- European Union Civil Service Tribunal （页面存档备份，存于）: official website